# Festival de ajedrez Cañada de Calatrava
Es un torneo de ajedrez que se celebra en la ciudad de Ciudad Real, España.
Solo se han celebrado dos ediciones, en el año 2006 y la II edición en el 2007.
Se juega Ajedrez rápido, a 25 y a 5 minutos.
Cuenta con una bolsa de premios de 122.000 Euros. y con el apoyo de al menos 13 empresas privadas 

## I Festival de ajedrez Cañada de Calatrava 2006
- Torneo Internacional: 177 jugadores

Clasificación final:
1. Alexander Grischuk 7.5 puntos.
2. Shakhriyar Mamedyarov 7.5 puntos.

- Torneo de ajedrez sistema Fischer: 155 jugadores

Clasificación final:
1. Francisco Vallejo Pons 7.5 puntos.
2. Evgenit Najer 7.5 puntos.
3. Alekséi Aleksándrov 7.5 puntos.
4. Shakhriyar Mamedyarov 7.5 puntos.

- Torneo de ajedrez relámpago: 138 jugadores, 5 minutos por jugador

Clasificación final:
1. Shakhriyar Mamedyarov 7.5 puntos.
2. Francisco Vallejo Pons 7.5 puntos.
3. Vladímir Potkin 7.5 puntos.
4. Étienne Bacrot 7.5 puntos.
5. Alekséi Aleksándrov 7.5 puntos.

- Torneo blitz (25 minutos por jugador)

Clasificación final:
1. Shakhriyar Mamedyarov 7.5 puntos.
2. Cristian Bauer 7.5 puntos.
3. Francisco Vallejo Pons 7.5 puntos.

## II Festival de ajedrez Cañada de Calatrava 2007
- Torneo Internacional activo, contó con la participación de más de 240 jugadores:

Clasificación final: 6, 7 y 8 de abril de 2007.
Pos.- Jugador - Puntos - (Desempate)
1. Alekséi Shírov 	 7½ 	 	(40½)
2. Daniel Fridman 	 7½ 	 	(40)
3. Ivan Sokolov 	 7½ 	 	(39)
4. Borís Gélfand 7½ 	 	(38½)
5. Judit Polgár 	 7
6. Shakhriyar Mamedyarov 	7
7. Alexander Grischuk 	7
8. Laurent Fressinet 	7
9. Michal Krasenkow 	7
10. Vasili Ivanchuk 	7
11. Vladimir Baklan 	 7
12. Viswanathan Anand 	7
13. Kamil Miton 	 7

- Torneo de ajedrez sistema Fischer 6 de abril de 2007:

Clasificación final, Fischer 2007. 	Puntos 	 	 
1. Alekséi Shírov 	 8
2. Krishnan Sasikiran 	 7½
3. Laurent Fressinet 	 7½
4. Vasili Ivanchuk 	 7½
5. Alexander Grischuk 	 7½

Torneo de ajedrez relámpago, 3 minutos + 2 segundos por jugador.
7 de abril de 2007:
Clasificación final, Relámpago 2007. 	Puntos 	 	 
1. Vasili Ivanchuk 8½
2. Rauf Mamedov 	 7½
3. Alexander Grischuk 7½
4. Vadim Milov 	 7½
5. Aleksandr Zúbov 7½
6. Mihail Marin 	 7½